# Segon viatge de Colom

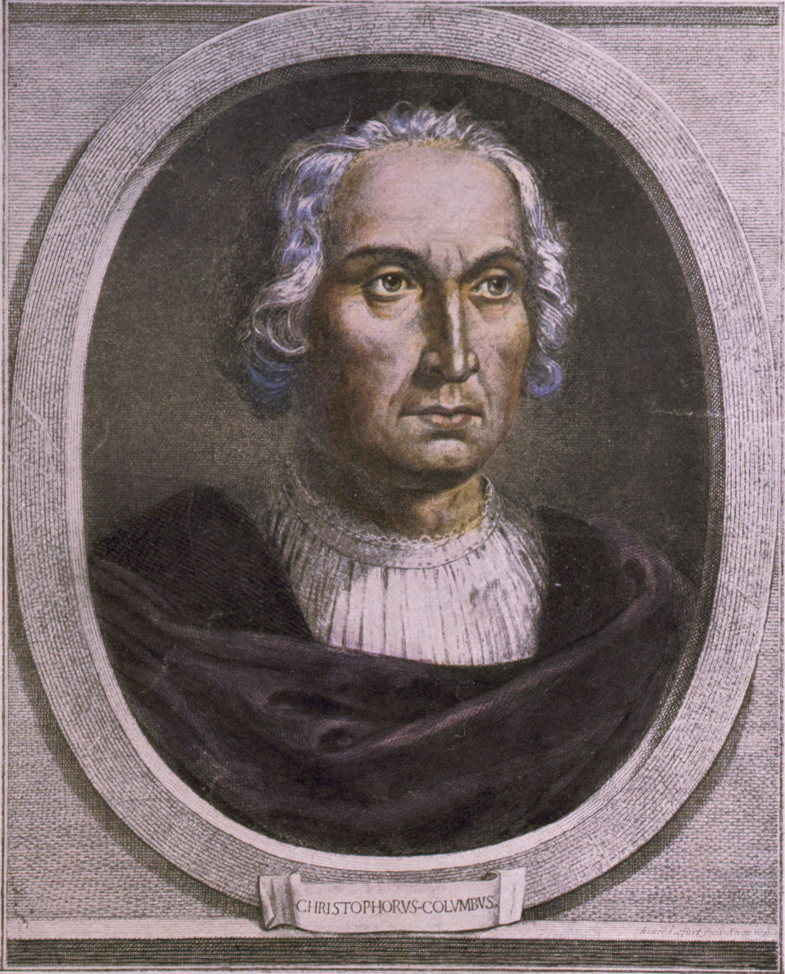
Cristòfor Colom

El segon viatge de Cristòfor Colom va ser una expedició transoceànica per començar la colonització espanyola d'Amèrica, descoberta per Colom en el seu primer viatge. En ella va començar la colonització espanyola de l'illa L'Espanyola, es va pacificar als indígenes taínos de l'illa i, a més, es va dur a terme el descobriment de diverses illes, entre elles l'illa Jamaica i de Puerto Rico.

## Preparatius
Després del primer viatge, Colom va comptar amb molts i millors mitjans per la seva empresa. Aquest ja no era simplement un viatge d'expedició, sinó una conquesta i colonització de les noves terres descobertes. Colom estaria al comandament d'una flota amb 17 vaixells, 5 naus i 12 caravel·les. Segons documents catalans una part de l'expedició es prepararà a Catalunya i fou sufragada durant els mesos de novembre i desembre del 1493 amb 166.000 sous barcelonesos. Els aportaren conjuntament els secretaris del rei Jaume Ferrer i Joan Coloma, els mercaders de Barcelona Pere Soler i Joan Serra, els ciutadans barcelonins Galceran Carles i Pere Coromines, i misser Joan Girona. Per poder erigir esglésies, predicar i aplicar penitències, Bernat Boïl demana permís al papa Alexandre VI.

## Membres
L'expedició estava formada per 1.500 persones o més, entre ells: 
- Militars, 37%
- Mariners, 26%
- Eclesiàstics
- Oficis, 18%

a més d'un nombre indeterminat de dones, nens i els primers cavalls.

Els personatges més importants de l'expedició foren:
- Pere Margarit, cap militar de l'expedició, un cavaller nascut a l'Empordà,
- Fra Bernat Boïl, clergue de la Cort, acompanyat d'un grup de monjos de Montserrat.[4]
- Diego Colom (germà de Cristòfor Colom),
- Ramon Pané o Ramon Ponç, un ermità jerònim català.
- Juan Ponce de León, militar.
- Miquel de Ballester militar i navegant català. Colom el nomenà alcaid de la fortalesa de Concepción de la Vega, a l'illa de La Hispaniola.
- Juan de la Cosa va participar com a cartògraf de l'expedició a bord de la nau Santa Clara.
- Antonio de Torres, capità de la nau Marigalant, probablement valencià descendent de jueus conversos.[5]

Una vegada que Colom salpa amb aquesta tripulació, arriba des de França el seu altre germà, Bartomeu Colom, i els Reis d'Espanya posen al seu servei 4 caravel·les, amb les que salpa per trobar-se amb Cristòfor Colom ja en les noves terres.

## Naus

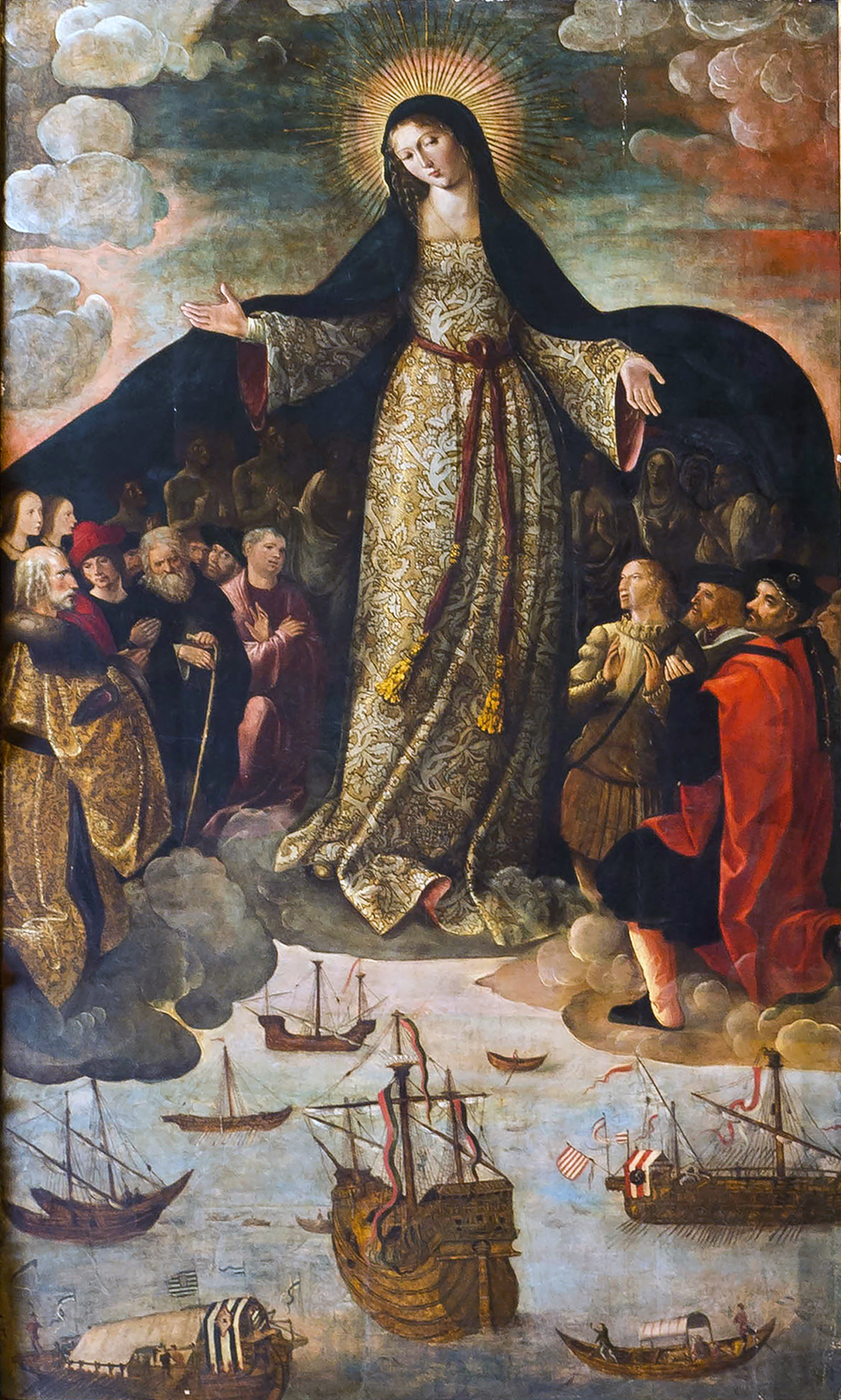
Pintura La Verge dels Navegants de Alejo Fernández representant l'expedició colombina

Hi ha contradiccions entre els historiadors sobre el nombre de naus del segon viatge, presentem una llista de 17 naus malgrat que podrien ser-ne més.
- Nau Santa María o Marigalant, homònima de la del primer viatge. capità Antonio de Torres
- Nau Gallega
- Caravel·la Fraila
- Caravel·la Santa Clara o Niña, pilot Peralonso Niño, cartògraf Juan de la Cosa
- Caravel·la Pinta
- Caravel·la San Juan de 40 tones
- Caravel·la Cardera
- Caravel·la Gallarda
- Caravel·la Gutierre
- Caravel·la Bonial
- Caravel·la Rodriga
- Caravel·la Triana
- Caravel·la Vieja
- Caravel·la Prieta
- Caravel·la Colina
- Caravel·la Gorda
- Caravel·la Quintera

## Viatge

Ruta del segon viatge

El 15 de setembre del 1493 Colom salpa de Cadis. Al novembre arriba a les costes del Mar Carib, on navega descobrint diverses illes de l'arxipèlag de les Antilles Menors; l'illa Guadalupe, la desitjada i Marigalante.
A la costa d'una illa va trobar 12 dones nues i dos nois, tots de la tribu dels arawaks, que havien estat expulsats de l'illa Borinquen i volien que Colom els protegís dels indis Caribs, pel que li van parlar molt bé de les riqueses que hi trobarien i l'amabilitat dels habitants. El 19 de novembre de 1493, quan les naus van entrar a la Badia Boquerón d'aquesta illa, els indis van saltar a l'aigua i nedar cap a la costa. Colom va batejar aquesta illa com Sant Joan Baptista, encara que 18 anys després Juan Ponce de León la batejaria com Puerto Rico.

### Enfrontaments amb els nadius
En un desembarcament a l'illa de Santa Creu l'expedició va viure una dura baralla contra indis caribenys de la qual van sortir victoriosos.
El 22 novembre 1493 Colom torna a La Hispaniola, i envia a diversos homes perquè l'informin de l'estat del Fort Nativitat. Aquests avisen que han trobat a diversos cristians morts i en una nova expedició comproven que el fort ha estat incendiat i les 39 persones han estat executades pels indis. Els indis de Guacanagarí li expliquen a Colom que els espanyols han estat morts per obra de Caobao. Colom decideix fundar un assentament més a l'est del nord de l'illa i funda la ciutat de La Isabela, el 6 de gener de 1494 i nomena d'alcalde a Antonio de Torres.
A mitjans de febrer Colom envia a Torres amb una flota a Espanya amb una missiva per als Reis Catòlics demanant que es paguin els sous de molts mariners que no l'havien rebut i que se'ls enviï menjar. Després d'atendre els seus assumptes a La Isabela, Colom decideix endinsar-se en l'illa de l'Hispaniola el 12 de març, ordenant-hi la construcció de la Fortalesa de Sant Tomàs per Pere Margarit el 17 de març. A l'abril, Colom decideix reprendre les seves tasques d'expedició per mar i descobreix Jamaica i navega per la costa sud de Cuba. Els problemes de subministraments es fan més complicats i un grup d'homes es fan amb uns vaixells per tornar a Espanya. D'altres, es dediquen a saquejar les propietats dels indis i abusar de les dones.

### Caonabo
Caonabo ataca la Fortalesa de Sant Tomàs i Alonso de Ojeda, amb només 15 homes, aconsegueix capturar-lo. Posteriorment és enviat a La Isabela a entrevistar-se amb Colom, que mana enviar-lo a Espanya perquè parlamenti amb els Reis, com a líder indígena important a l'illa, però en el camí el vaixell s'enfonsa i Caonabo mor. Els indis de quatre dels cinc cacicazgos de l'illa decideix atacar La Isabela per rescatar Caonabo i expulsar els espanyols. El cacic de Marién, Guacanagarí, s'està al costat de Colom i li alerta de l'atac, amb el que Colom prefereix lliurar la batalla fora. La batalla del Baix Reial serà a uns 100 quilòmetres al sud-est de la Isabela el 27 març 1495, i finalitza amb una victòria de Colom, que assoleix pacificar l'illa.
El 10 març 1496 Colom torna a Espanya en una flota de dos vaixells, La Niña i La India, aquest últim serà el primer vaixell europeu construït a Amèrica. L'11 de juny arriba a Cadis.

## Cartes
- El 30 de gener del 1494 En Cristòfor Colom envià als reis un Memorial, per mitjà de l'Antonio de Torres.[7]
- Agost de 1494 el rei Ferran envia cartes als seus lloctinents generals del Principat de Catalunya Joan de Lanuça i al de Mallorca i al Virrei de Sicília, per notificar-los l'acord polític amb Portugal de partició de l'Atlàntic.

## Fruits de l'expedició
Gràcies a aquesta expedició es descobriren noves illes i es fundaren viles. El 6 de gener de 1494 es va fundar la primera ciutat del Nou Món: La Isabela, situada al nord de l'actual República Dominicana. Colom va tornar a recórrer Cuba, posteriorment va descobrir Jamaica, Martinica i Trinitat, així com una part de la costa continental d'Amèrica.
Ramon Pané va ser l'autor del primer llibre escrit a Amèrica, titulat Relación Acerca de las Antigúedades de los Indios. I Miquel de Ballester militar i navegant català a l'illa de La Hispaniola fundà el primer ingenio, que contribuí a la introducció de la indústria de la canya de sucre a Cuba.